# Henry Tazewell
Henry Tazewell (Brunswick megye, 1753. november 27. – Philadelphia, 1799. január 24.) az Amerikai Egyesült Államok szenátora (Virginia, 1794–1799).